# Oscar Coop-Phane
Oscar Coop-Phane, né le 15 décembre 1988 à Lyon, est un écrivain français, lauréat du prix de Flore en 2012.

## Biographie

### Enfance et formation
Oscar Coop-Phane naît à Lyon le 15 décembre 1988.
Adolescent, il fréquente le lycée Victor-Duruy. Il désire être peintre, et notamment street-artiste,.
Puis il suit des études en hypokhâgne et khâgne option philosophie et décide de les arrêter pour se consacrer à l'écriture.

### Carrière
Après un séjour à Berlin, il publie en mars 2012 son premier roman, Zénith-Hôtel aux éditions Finitude, qui raconte le quotidien d’une prostituée parisienne. Durant la période d'écriture, il occupe divers petits emplois dont celui de garçon de café. Son roman est « une galerie de portraits de petites gens aux prises avec un monde trop grand pour eux ». En novembre 2012, il obtient le prix de Flore.
En septembre 2013, il devient chroniqueur pour la version française du magazine Vanity Fair. Il collabore également avec Numéro Homme, Le Figaro ou L’Inconnu. Il publie en outre Demain Berlin, un livre sur la drogue et le monde de la nuit,.
En 2014, il publie Octobre, racontant les dernières déambulations d'un homme dans Paris.
Le 22 mai 2015, par arrêté du ministère de la Culture et de la Communication, Oscar Coop-Phane est nommé pensionnaire de l'Académie de France à Rome (Villa Médicis) pour la littérature,. Il y demeure entre 2015 et 2016.
En 2017, il publie Mâcher la poussière, un huis clos racontant les jours d’un baron assigné à résidence dans un palace italien après avoir tué le neveu d’un chef mafieux,,.
Le Procès du cochon, publié en 2019, est une nouvelle fantastique. Elle est inspirée d’un fait-divers sanglant du XIVe siècle et modernisée. L'auteur revient notamment sur les anciens procès d'animaux.
En 2020, il publie ses mémoires, à l'âge de 31 ans : Morceaux cassés d'une chose. Il raconte sa vie, de son enfance aux maisons d'édition, en passant par le lycée, le bistrot et les boîtes de nuit.
Ses livres sont traduits en anglais, en allemand, en turc, en russe, en arabe, en farsi et en danois.
En 2022, sort Tournevis, un roman tiré d'une histoire vraie racontant le meurtre d'un SDF,.
En 2023, Oscar Coop-Phane publie Rose Nuit qui, à travers le parcours mondialisé d'une rose, raconte l'histoire de trois personnages, malmenés de la même manière par nos sociétés industrialisées,.

### Vie privée
Oscar Coop-Phane a une fille, Emmanuelle,.

## Œuvre
- 2012 : Zénith-Hôtel, éditions Finitude  (ISBN 978-2363390080) — Prix de Flore
- 2013 : Demain Berlin, éditions de La Table ronde (préface de Frédéric Beigbeder)  (ISBN 978-2710371311)
- 2014 : Octobre, éditions Finitude  (ISBN 978-2363390363)
- 2017 : Mâcher la poussière, éditions Grasset  (ISBN 978-2246854951)
- 2019 : Le Procès du cochon, éditions Grasset  (ISBN 979-1037106001)
- 2020 : Morceaux cassés d'une chose, éditions Grasset  (ISBN 978-2246812357)
- 2022 : Tournevis, éditions Grasset  (ISBN 978-2246819905)
- 2023 : Rose Nuit, éditions Grasset  (ISBN 978-2246816935)
- 2025 : Un Arabe, éditions Grasset